# Вальрас, Леон
Мари Эспри Леон Вальрас (фр. Marie-Ésprit-Léon Walras; 16 декабря 1834, Эврё, Франция — 5 января 1910, Монтрё, Швейцария) — французский экономист, лидер лозаннской школы маржинализма. С 1870 по 1892 год являлся профессором Лозаннского университета. Основатель теории общего экономического равновесия. Сын Огюста Вальраса.

## Биография
Леон Вальрас родился в г. Эврё (Франция) в семье философа и экономиста Огюста Вальраса.
Окончил Парижский университет, сначала получив диплом в 1851 году в области литературы, затем в 1853 году — в области естественных наук. После неудачной попытки обучения инженерному делу в Горном институте Парижа пробовал заниматься журналистикой, читал лекции, опубликовал любовный роман, работал клерком в железнодорожной компании, управлял банком, обслуживающим сельскохозяйственные кооперативы.
Затем под влиянием отца воодушевился идеей создания социальной науки и разработал грандиозный план осуществления этой цели. От отца воспринял как социалистические убеждения по вопросам налогообложения и земельной реформы (национализация земельной собственности), так и основные экономические идеи (субъективная теория стоимости, математизация экономики).
Научная карьера Вальраса началась после удачного выступления на Международном конгрессе по проблеме налогов в 1860 году в Лозанне, после чего он получил кафедру политической экономии юридического факультета Лозаннского университета, где проработал до своей отставки в 1892 году. На посту заведующего кафедрой его сменил В. Парето. Уйдя в отставку, Вальрас продолжил активно работать.

## Основные идеи
- Впервые ввёл наиболее общие критерии рыночного равновесия: «спрос равен предложению»
- Предложил концепцию общего экономического равновесия, первая математическая интерпретация
- Ввёл понятие четырёх рынков: труда, капитала, финансовый, потребительских благ и услуг
- Ввёл математические методы как обязательный элемент экономической науки.

В книге «Элементы чистой политической экономии» Вальрас изложил основные принципы общего равновесия.

Теория экономического равновесия — вот заявка Вальраса на бессмертие, великая теория, кристально ясный ход которой осветил структуру чисто экономических отношений светом единого фундаментального принципа. На памятнике, возведенном в честь Вальраса Лозаннским университетом, по праву высечены лишь два слова: «Экономическое равновесие» (Équilibre économique).— Йозеф Шумпетер

## Основные работы
- Вальрас Л. Элементы чистой политической экономии. — М.: Изограф, 2000. — 448 с. (Éléments d’économie politique pure, 1874);
- «Этюды социальной экономии» (Études d’économie sociale, 1896);
- «Этюды прикладной политической экономии» (Études d’économie politique appliquée, 1898).

## Исследовательские центры
Исследованием творчества учёного занимаются Центр междисциплинарных исследований Вальраса – Парето (Лозанна), Международная ассоциация Вальраса и Центр Огюста и Леона Вальрасов (Лион).
Международная ассоциация Вальраса (фр. L’Association Internationale Walras; AIW) — международное экономическое научное общество; основана в 1997 году по инициативе профессора Д. Уокера. Главной целью ассоциации является изучение творчества и развитие идей Л. Вальраса. Президентом ассоциации является Р. Баранзини. Членом ассоциации был нобелевский лауреат П. Самуэльсон. Ассоциация провела ряд научных коллоквиумов, посвященных творчеству ученого: 1999 — Париж; 2000 — Дижон; 2002 — Лион; 2004 — Ницца. В 2006 г. коллоквиум прошел 21—22 сентября в Лозанне.